# El Bayadh
El Bayadh (en arabe : الـبـيـض ; prononcé [el.ba.yadh] ), (anciennement Géryville pendant la colonisation française) est une commune de la wilaya d'El Bayadh, dont elle est le chef-lieu, située au sud-est d'Oran et au sud-ouest d'Alger.
Située dans le Djebel Amour, c'est une ville haute en altitude, l'élevage ovin est une activité importante de sa région.

## Géographie

### Situation
Le territoire de la commune d'El Bayadh se situe au nord de la wilaya d'El Bayadh. La ville est située à 370 km au sud-est d'Oran, à 520 km au sud-ouest d'Alger, à 500 km au nord-est de Béchar, à 105 km de Bougtob et à 194 km de Saïda .
La ville commande les steppes au Nord, et l'Atlas saharien au Sud, dans la zone de transition entre les monts des Ksour et le djebel Amour. 
| Rogassa   | Cheguig              | Stitten     |
| Rogassa   | El Bayadh            | Stitten     |
| El Mehara | Aïn El Orak, Kraakda | El Ghassoul |

### Relief
La ville d'El Bayadh se situe au sud-ouest du djebel Amour, dans l'Atlas saharien, à une altitude de 1 200 m.

### Localités de la commune
Lors du découpage administratif de 1984, la commune d'El Bayadh est composée à partir des neuf localités suivantes :
- Djebel Bouderga
- Djebel Ksel
- Draa Lahmar
- El Bayadh
- El Haoudh
- Ouafeg
- Petit Mecheria
- Mekter
- Mouilha

### Climat
Le climat à El Bayadh, est semi-aride froid. La classification de Köppen est de type BSk. La température moyenne est de 14.2 °C et la moyenne des précipitations annuelles ne dépasse pas 300 mm. Il neige souvent en hiver, à cause de l'altitude.

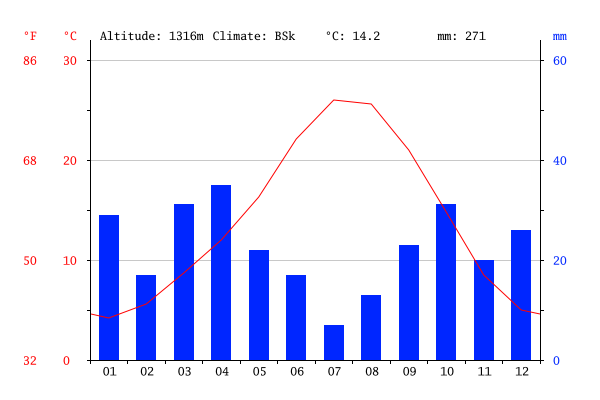
Diagramme climatique

### Transport

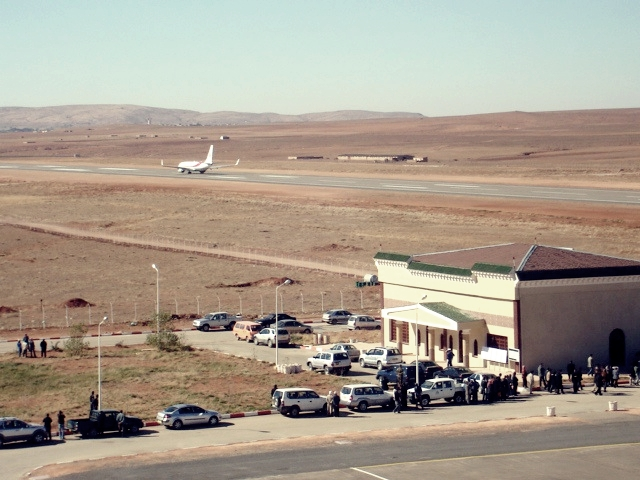
Aéroport d'El Bayadh.

El Bayadh dispose d'un aéroport situé à 10 km au nord-est de la ville.
Elle est traversée sur la Route nationale 6.

## Histoire
Pour créer un relais entre Mascara et Laghouat qu’elle assiège, l’armée française bâtit un poste à partir de novembre 1852 sur le lieu-dit « El-Béïod »,  point d’eau avec quelques ruines de ce qui fut un ksar, que le colonel Géry avait atteint en 1845. En 1852, il n’y avait «à El-Béïod même » que « quelques amas de moellons et de briques crues, seuls restes d’un ancien ksar ; pas un douar ni une tente en vue ». 

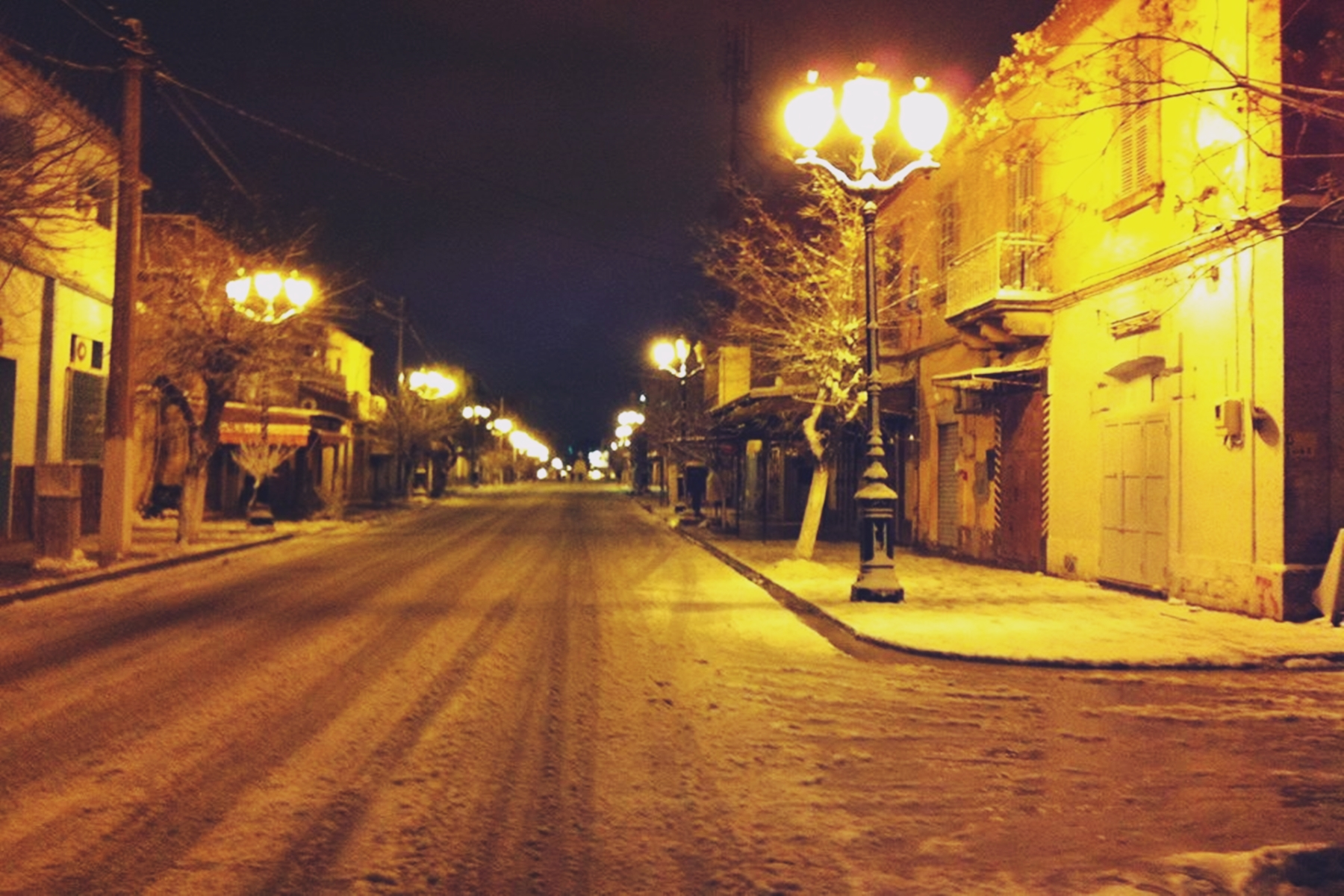
Le centre-ville est marqué par la trame coloniale.

En 1861, lors de la colonisation, la ville est nommée Géryville et fait partie du département d'Oran. En 1881, l'assassinat du chef du bureau arabe de la ville, donne le signal de l'insurrection des Ouled Sidi Cheikh dans le Sud-Oranais. En 1890, la région de la steppe occidentale, a été divisée en deux cercles militaires, celui de Géryville et celui d'Aïn-Sefra.
Durant l'entre-deux-guerres, elle devient le centre alfatier le plus important d'Afrique du Nord. En 1958, la commune fait partie du département de Saïda. Après l'indépendance, elle reprend le nom d'El Bayadh.

## Administration

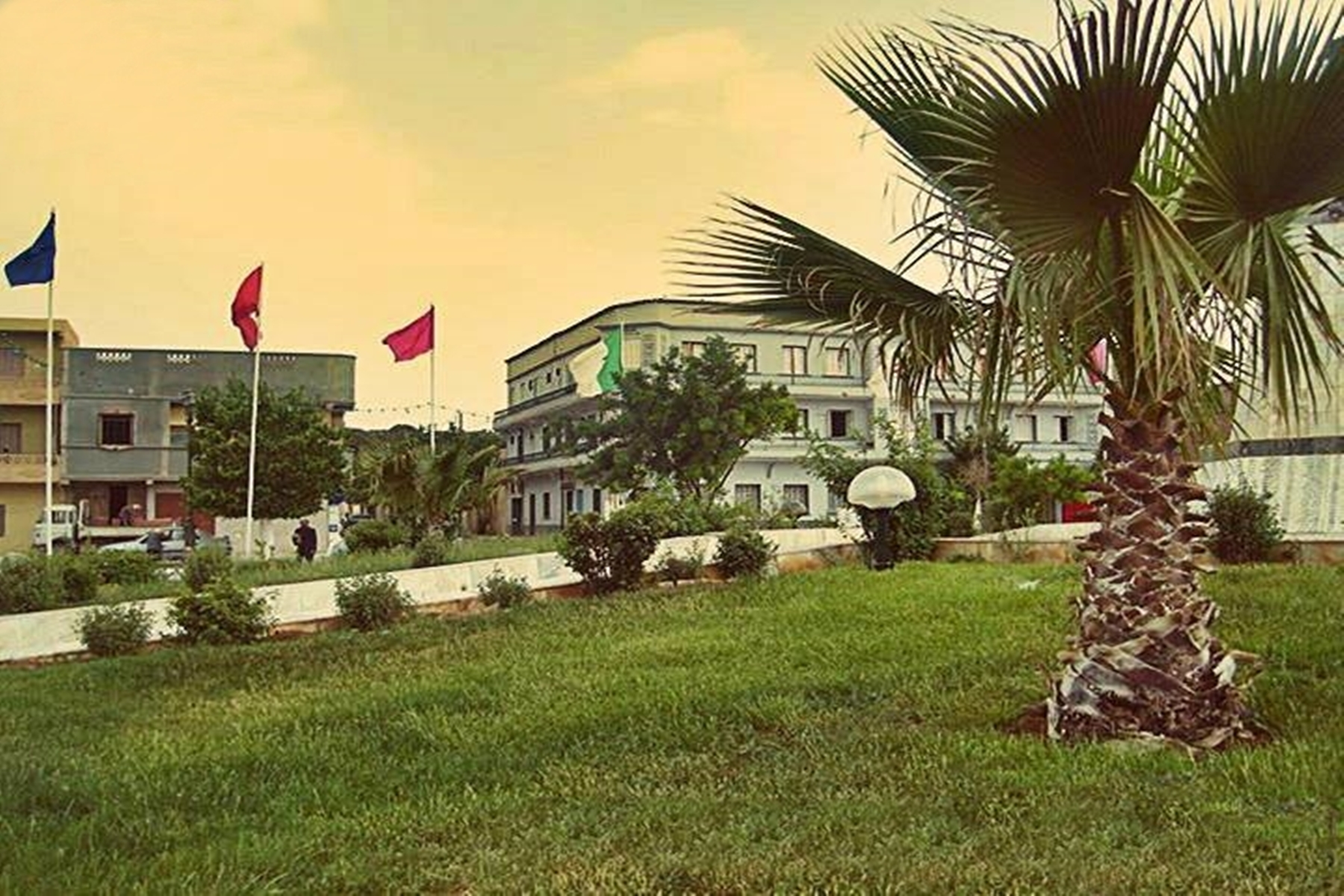
Centre ville d'El Bayadh

El Bayadh a connu différents statuts administratifs : poste, annexe, commune mixte, commune et sous-préfecture en 1962. 
À l'issue du découpage administratif de 1985, la ville est élevée au rang de chef-lieu de wilaya. Auparavant, elle était rattachée à la wilaya de Saïda.

## Démographie
Selon le recensement général de la population et de l'habitat de 2008, la population de la commune d'El Bayadh est évaluée à 91 632 habitants, dont 85 577 habitants dans l'agglomération principale. Elle est la commune la plus peuplée de sa wilaya.
La ville a connu un exode rural important à la suite de la sédentarisation des nomades, à partir de la guerre d'Algérie.
| 1977   | 1987   | 1998   | 2008   |
| ------ | ------ | ------ | ------ |
| 28 176 | 41 119 | 60 220 | 85 577 |

## Urbanisme

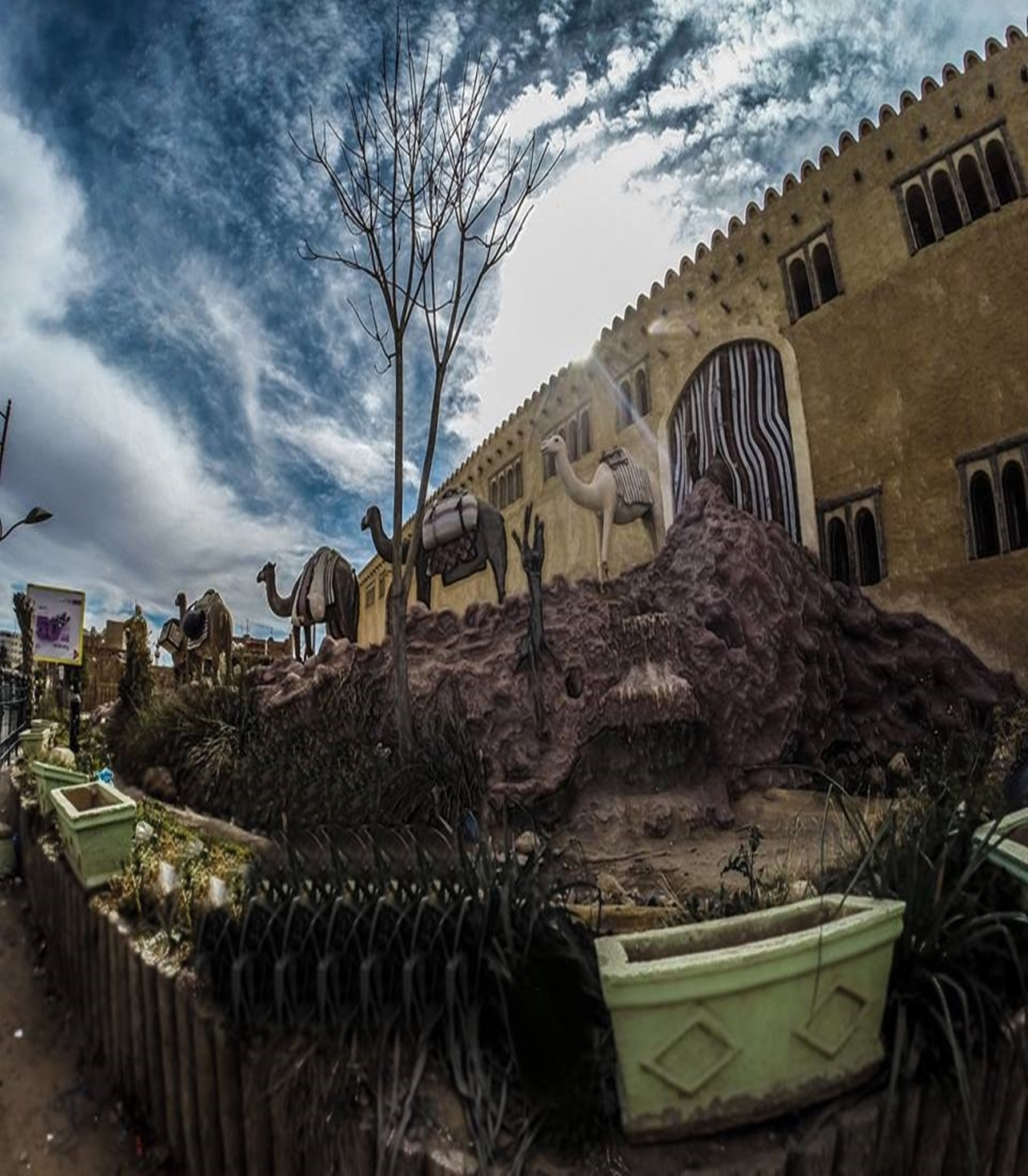
Quartier de Sidikia.

L'urbanisation de la ville demeure marquée par la trame coloniale. Face à la ville coloniale. El Graba présente l'animation des vieilles cités.
La crise du nomadisme durant la dernière décennie de la colonisation et l'exode rural ont donné naissance à des habitats précaires dans la périphérie de la ville. En 1993, la commune a décidé la démolition du quartier de Sidi-Hadj-Bahous, en raison de sa situation centrale dans le tissu urbain de la ville. Les autorités locales voulaient en faire un futur centre-ville avec l'implantation d'équipements collectifs et administratifs ainsi que des équipements à caractère commercial.

## Patrimoine

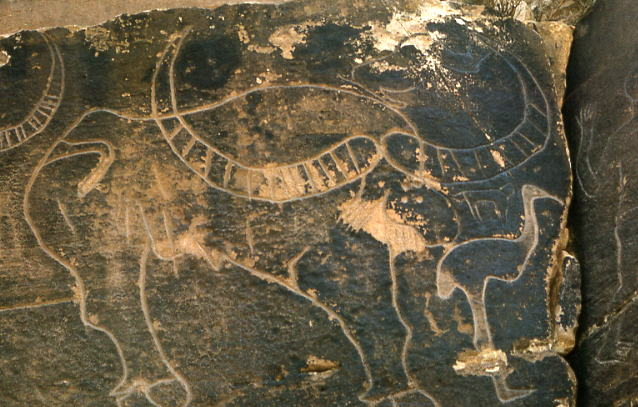
Gravures préhistoriques de la région d'El Bayadh.

La région d'El Bayadh est riche en sites préhistoriques de gravures rupestres qui jalonnent l'Atlas saharien. Les figurations y sont essentiellement animalières mais plusieurs représentations humaines y sont associées.

## Économie
L'élevage est l'activité principale de la région d'El Bayadh depuis très longtemps. La ville dispose d'un important marché d'ovins. Elle également un centre de fabrication des tapis du djebel Amour.